# Franz Reuleaux

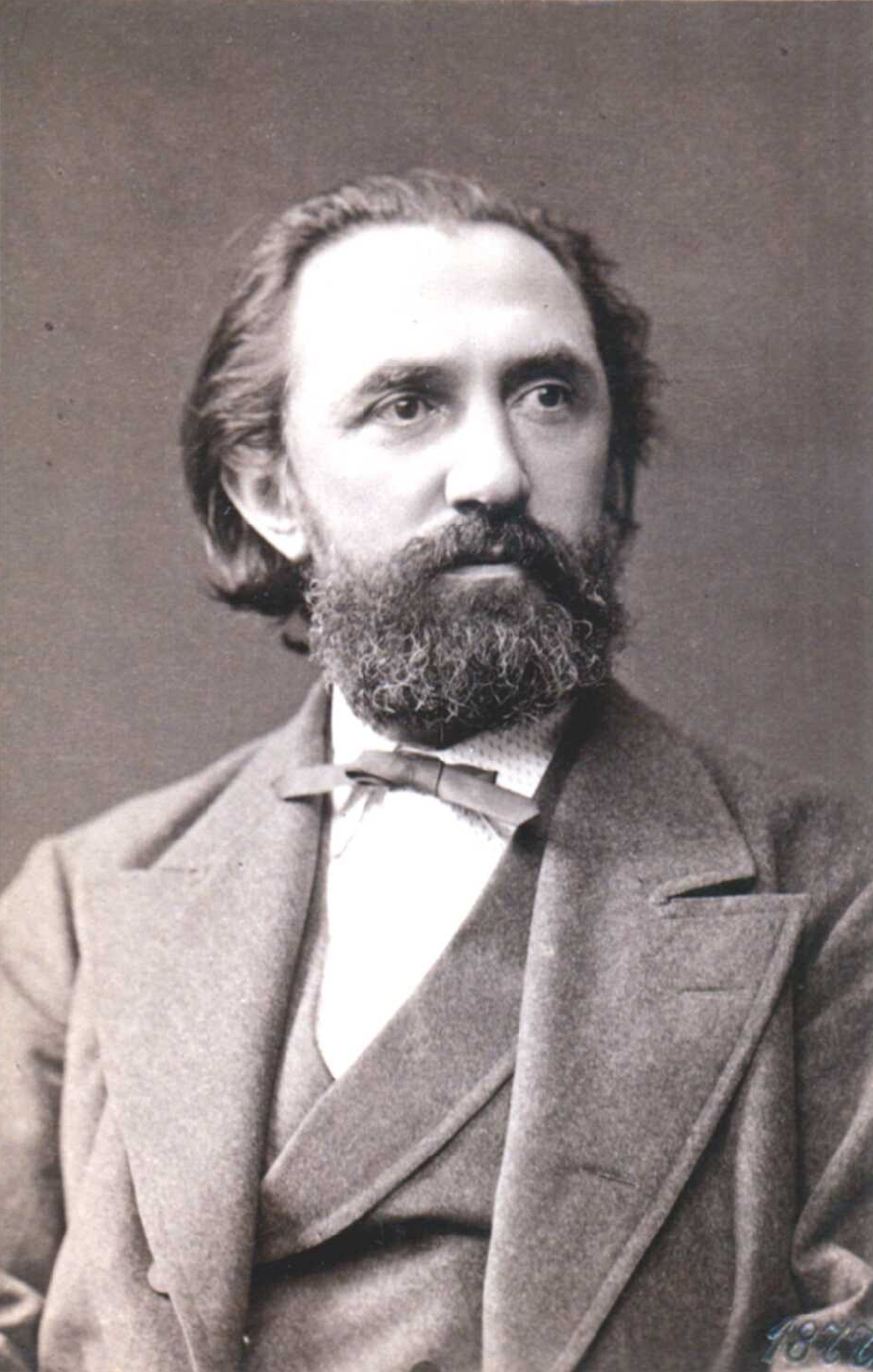
Franz Reuleaux

Franz Reuleaux (ur. 30 września 1829 w Eschweiler, zm. 20 sierpnia 1905 w Charlottenburgu) – niemiecki inżynier i teoretyk budowy maszyn.
Profesor ETHZ w Zurychu i TU Berlin. Dyrektor Akademii Przemysłowej w Berlinie. Współtwórca podstaw kinematyki mechanizmów.